# Twm
twm (für Tom's Window Manager oder Tab Window Manager) ist ein Fenstermanager für das X Window System. Vorteile sind seine geringe Größe (circa 260 KB für Ubuntu 20.04) und seine Stabilität. Im Vergleich zu den meisten anderen Fenstermanagern ist sein Funktionsumfang minimalistisch, weil twm sich ausschließlich auf die Verwaltung von Fenstern beschränkt und nicht versucht, eine Schnittstelle für Funktionen des Betriebssystems darzustellen.
Auch wenn er heute meist nur noch genutzt wird, wenn kein anderer Window Manager zur Verfügung steht, gibt es immer noch eine kleine Gruppe an Benutzern, die twm dank seiner Einfachheit, Erweiterbarkeit und Leichtgewichtigkeit schätzen – nicht zuletzt auch deshalb, weil er direkt in der Programmiersprache C geschrieben ist und nur die Kernfunktionen der Xlib benutzt, statt ein umfangreiches GUI-Toolkit wie GTK+ oder Qt zu nutzen. Bei der X.Org-Referenzimplementierung des X Window Systems ist der twm noch immer der standardmäßige Window Manager und auch bei vielen anderen Implementierungen dabei. Das Knoppix Live-Linux startet beispielsweise den twm, wenn der Computer nicht ausreichend viel Arbeitsspeicher für kompliziertere Window Manager zur Verfügung hat.
twm ist freie Software und steht unter der MIT-Lizenz (auch „X11-Lizenz“ genannt, um Verwechslungen mit anderen Lizenzen des MIT zu verhindern).

## Geschichte
1987 schrieb Tom LaStrange die erste twm-Version aus Frustration über den damaligen Standard-Fenstermanager uwm. twm ist damit einer der ältesten Fenstermanager. Seit X11R4 (1989) ist er der Standard-Fenstermanager für das X-Window-System und läuft dadurch auf jedem System, auf dem X11 installiert ist.
Als twm in das X-Window-System übernommen wurde, hat man ihn in Tab Window Manager umbenannt. Dies liegt darin begründet, dass die Titelzeile nicht immer über die ganze Breite des Fensters geht, sondern nur so lang ist, um den Titel aufnehmen zu können. Die Titelzeilen sehen daher wie Karteireiter (englisch tab) aus. Eine weitere Besonderheit ist die Methode zum Verändern der Fenstergröße. Durch Drücken eines Knopfes in der Titelzeile oder auch anderweitig wird in einen speziellen Modus umgeschaltet. Wird dann die Maus über eine der Fensterbegrenzungen hinweggezogen, kann diese (und eventuell eine dazu im rechten Winkel stehende Begrenzung) verschoben werden. Der Vorteil liegt darin, dass man mit der Maus nicht zeitintensiv genau eine Berandung oder eine Ecke treffen und anklicken muss, um die Fenstergröße zu verändern.